# Барак (озеро)
Барак (каз. Барақ) — озеро в Фёдоровском районе Костанайской области Казахстана. Находится в 2 км к северу от села Первомайское.
По данным топографической съёмки 1958 года, площадь поверхности озера составляет 1,76 км². Наибольшая длина озера — 1,9 км, наибольшая ширина — 1,4 км. Длина береговой линии составляет 5,4 км, развитие береговой линии — 1,14. Озеро расположено на высоте 208,1 м над уровнем моря.